# Roca Roja (Sant Julià de Cerdanyola)
La Roca Roja és una muntanya de 1.052 metres que es troba al municipi de Sant Julià de Cerdanyola, a la comarca catalana del Berguedà.